# Artur Semedo
Artur Francisco da Cunha Semedo (* 2. November 1924 in Arronches; † 8. Februar 2001 in Lissabon) war ein portugiesischer Schauspieler und Regisseur.

## Leben

### Bis 1962
Semedo wurde in Arronches geboren und ging in Portalegre zur Schule. José Régio war dort sein Lehrer und erkannte in ihm ein Schauspieltalent. Régio schrieb für ihn den Dreiakter Sonho duma Véspera de Exame (dt.: Traum eines Prüfungs-Vorabends). Semedo stand darin erstmals auf der Bühne, noch als Schüler am Gymnasium. 1936 wechselte er ans Lissabonner Colégio Militar, wo er vor Abschluss von der Schule verwiesen wurde. Er beendete die Schule in Évora und begann ein Biologiestudium an der Universität Coimbra. In der kulturell lebendigen Atmosphäre der Studentenschaft Coimbras entschied er sich, Berufsschauspieler zu werden.
Semedo ging 1944 ans Conservatório Nacional (Nationalkonservatorium, heute Escola Superior de Teatro e Cinema) nach Lissabon. Zu seinem Abschluss 1949 wurde er dort mit dem Prémio Eduardo Brazão ausgezeichnet. Bereits 1948 hatte der Schauspieler Barreto Poeira ihn zu Synchronisationsarbeiten und ersten Filmrollen (in Sol e Toiros, Regie José Buchs, und Vendaval Maravilhoso, Regie José Leitão de Barros) u. a. nach Madrid vermittelt. Fortan wendete sich die Schauspielkarriere Semedos vornehmlich dem Kino zu. So wirkte er 1951 in Manuel Guimarães’ Saltimbancos mit, einem Versuch, mit einem neorealistischen Film den portugiesischen Film aus der sich anbahnenden Sackgasse zu bewahren. Theater spielte Semedo jedoch auch weiterhin.
1953 wurde er erstmals auch Filmproduzent, als Direktor der Cinelândia-Filmgesellschaft, und 1954 führte er erstmals selbst Regie. O Dinheiro dos Pobres (dt.: Das Geld der Armen) kam erst 1956 in die Kinos. Von 1955 bis 1962 erlebte Semedo den Höhepunkt seiner Karriere als Theaterschauspieler. Das besonders erfolgreiche Stück Meu Amor é Traiçoeiro (dt.: Meine Liebe ist trügerisch) von Vasco de Mendonça Alves führte ihn 1962 auf einer Tournee durch Portugal und Spanien bis nach Brasilien.
Auch im neu aufgekommenen Medium Fernsehen war Semedo präsent, und er feierte dort die ersten Publikumserfolge der staatlichen Rádio e Televisão de Portugal, insbesondere in humoristischen Partnersketchen mit Maria Dulce und mit der Brasilianerin Eva Todor. Theater spielte er parallel weiter, vor allem im Teatro Avenida und im Teatro Monumental.

### Seit 1962

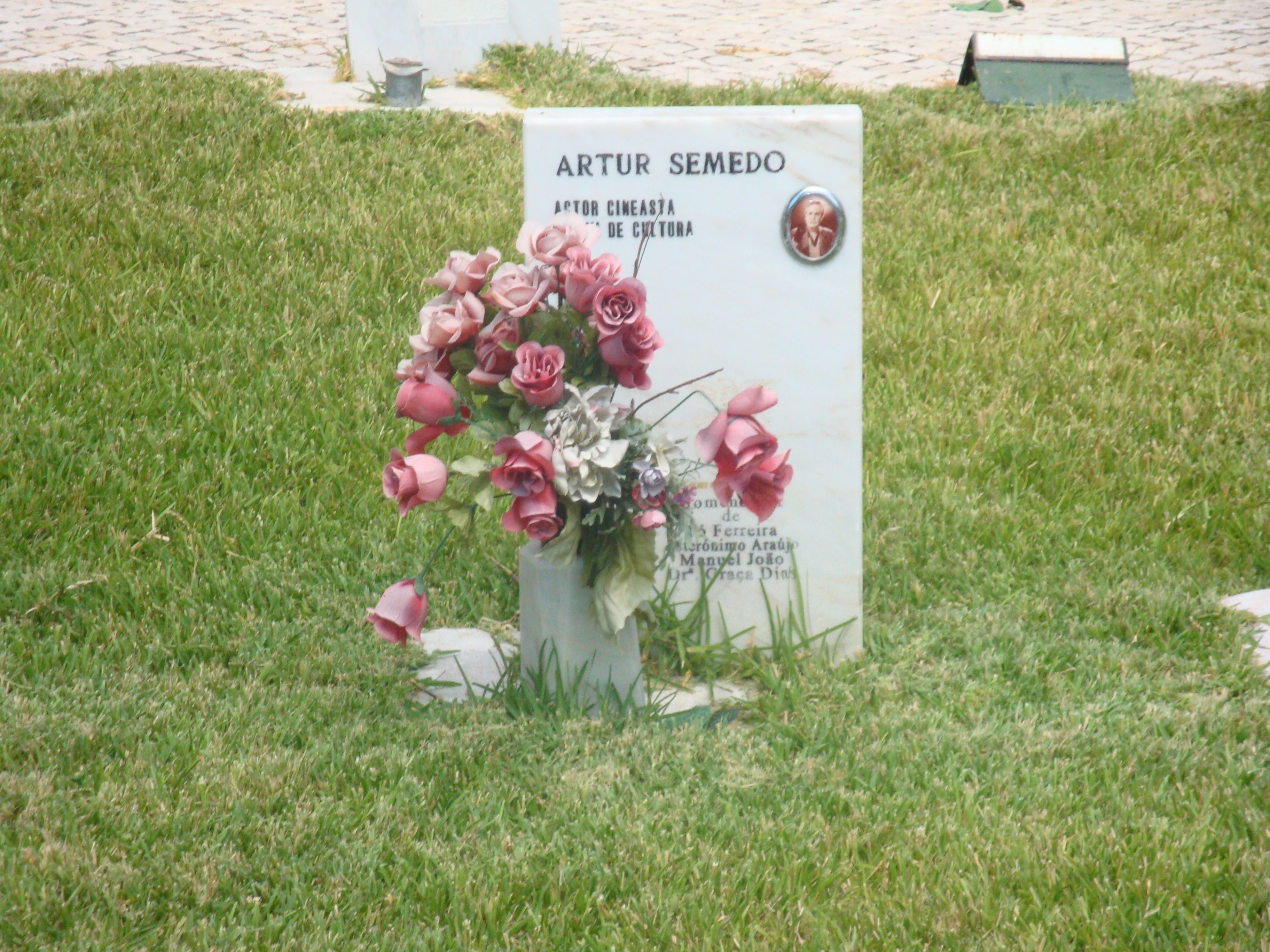
Grabstein Artur Semedos auf dem Cemitério dos Prazeres

Von 1962 bis 1965 lebte und arbeitete Semedo in Brasilien. Er arbeitete dort sowohl am Theater, als auch beim Film und im Fernsehen. Fünf Filme drehte er dort selbst.
Zurück in Portugal gründete und führte er kurze Zeit eine eigene Theatercompagnie, um sich danach erfolgreich dem Revuetheater zuzuwenden. Insbesondere an der Seite Raul Solnados in dessen Teatro Villaret erlebte Semedo große Publikumserfolge, bis er sich dort mit einem letzten Stück (O Vison Voador, dt.: Der fliegende Nerz, von Ray Cooney und John Chapmann) Anfang der 1970er Jahre von der Theaterbühne verabschiedete. Lediglich als Autor einiger kleinerer Stücke trat er im Theater später noch in Erscheinung.
Semedo war danach als Produzent, Regisseur und Schauspieler des portugiesischen Kinos aktiv. Vereinzelt trat er auch als Produzent und Autor für das Fernsehen in Erscheinung, wo er in den 1980er Jahren an der Seite Herman Josés einige humoristische Publikumserfolge verbuchen konnte. Er trat dort gelegentlich auch als Kommentator auf, in Fußball-Talkrunden, in denen er als Anhänger Benfica Lissabons eingeladen wurde. Auch als Kolumnist in Zeitungen war von ihm gelegentlich zu lesen. Als Schauspieler trat er nur noch in einigen Kinofilmen auf, darunter in den 1980er Jahren für Wim Wenders und für Raúl Ruiz, während er spätestens nach dem Misserfolg seiner letzten Regiearbeit (Um Crime de Luxo, dt.: Eine Luxusverbrechen, 1991) keine weitergehenden Ambitionen mehr zeigte.
Semedo starb am 8. Februar 2001 in Lissabon an einem Lungenemphysem.
Er wurde auf dem Cemitério dos Prazeres in Lissabon bestattet. Ein Jahr nach seinem Tod zeichnete ihn die Sociedade Portuguesa de Autores für sein Lebenswerk aus.

## Filmografie
| - 1949: Vendaval Maravilhoso, R: José Leitão de Barros - 1952: Saltimbancos, R: Manuel Guimarães - 1952: Nazare - R: Manuel Guimarães - 1953: Chaimite, R: Jorge Brum do Canto - 1957: Perdeu-se Um Marido, R: Henrique Campos - 1964: O Crime da Aldeia Velha, R: Manuel Guimarães - 1966: Sechs Pistolen jagen Professor Z (Comando de asesinos) - 1974: Sofia e a Educação Sexual, R: Eduardo Geada - 1977: Os Demónios de Alcácer Quibir, R: José Fonseca e Costa - 1978: A Confederação: O Povo É Que Faz a História, R: Luís Galvão Teles - 1979: Le comte de Monte-Cristo, R: Jacques Weber - 1981: O Território, R: Raúl Ruiz - 1982: Der Stand der Dinge, R: Wim Wenders - 1984: Crónica dos Bons Malandros, R: Fernando Lopes - 1989: Die Sandrose (Rosa de Areia), R: Margarida Cordeiro, António Reis - 1992: Aqui D´El Rei! (TV), R: António-Pedro Vasconcelos - 1992: Die vier Elemente: Die Luft – Mein Geburtstag (No Dia dos Meus Anos), R: João Botelho | - 1953: Exposição de Máquinas Agrícolas na Ajuda (Dok.) - 1956: O Dinheiro dos Pobres - 1974: Malteses, burgueses e às vezes... - 1978: O Rei das Berlengas - 1986: O Barão de Altamira - 1987: O Querido Lilás - 1991: Um Crime de Luxo (auch Drehbuch und Schauspieler) - 1956: O Diheiro dos Pobres (auch Regie) - 1972: Lotação Esgotada (R: Manuel Guimarães) - 1980: Sheiks Com Cobertura (TV-Serie) - 1984: Crónica dos Bons Malandros (R: Fernando Lopes) |